# Pseumenes
Pseumenes (лат.) — род одиночных ос (Eumeninae). Известно около 10 видов.

## Распространение
Юго-Восточная Азия.

## Описание
Длина осы около 1,5 см. Окраска чёрная с светлыми пятнами и перевязями. Взрослые самки охотятся на личинок насекомых для откладывания в них своих яиц и в которых в будущем проходит развитие личинки осы. От близких родов отличаются следующими признаками: переднее крыло с парастигмой короче птеростигмы; стернит I в нижней части более узкий, более или менее слит с тергитом I, в задней части короткий, треугольный и без бороздки; самка без цефалической ямки; задние голени без шипов на внешней стороне; отсутствует эпикнемиальный киль на мезепистернуме (общее с Pareumenes и Flavoleptus).

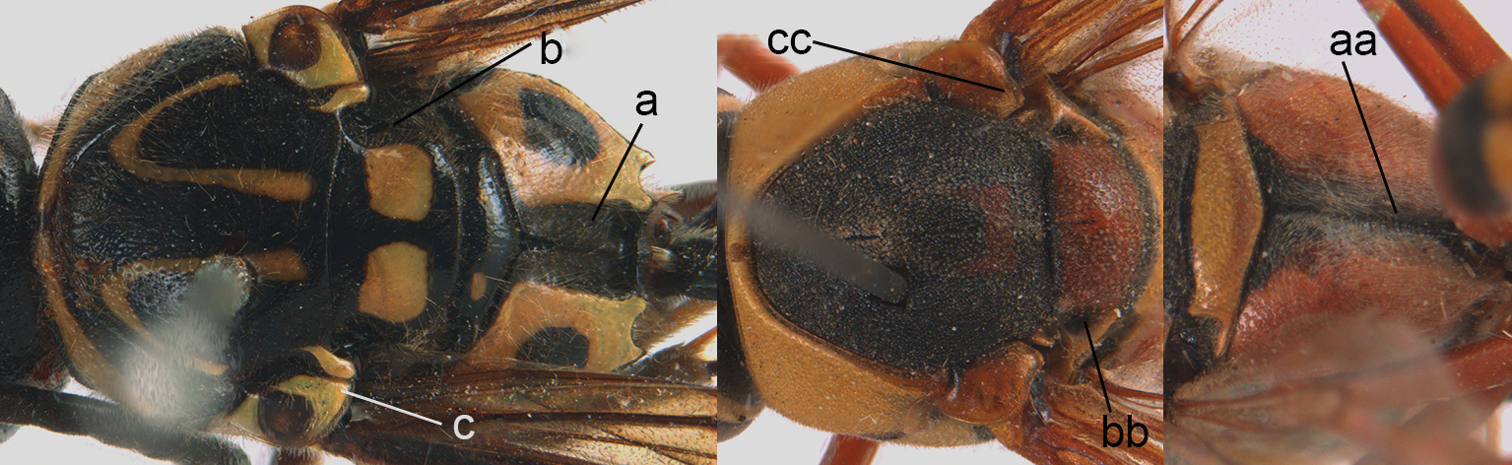
Слева грудь осы  Pseumenes depressus (a–c)

## Классификация
Известно около 10 видов. Род был выделен в 1935 году.
- Pseumenes azurescens Selis, 2017[6]
- Pseumenes depressus (de Saussure, 1856)
- Pseumenes eximus (Smith, 1861)[7]
- Pseumenes furvus Nguyen, 2020[8]
- Pseumenes imperatrix (Smith, 1857)[9]
- Pseumenes laboriosus (Smith, 1861)[7]
- Pseumenes medianus (Smith, 1863)
- Pseumenes palawanensis (Giordani Soika, 1993) Selis, 2017
  - =Pseumenes depressus palawanensis
- Pseumenes polillensis Giordani Soika, 1941[10]